# A sud del confine
A sud del confine (South of the Border) è un documentario di Oliver Stone del 2009, presentato alla 66ª Mostra internazionale d'arte cinematografica di Venezia, il film è scritto da Tariq Ali.
Il film cerca di spiegare e documentare il fenomeno Chavez, ex presidente venezuelano, e della rinascita socialista dell'America Latina.
Dopo la morte di Chávez, il documentario è stato distribuito nelle sale cinematografiche italiane con il titolo Chávez - L'ultimo comandante da Movimento Film.